# Île de Flores (Uruguay)
Cet article possède des homonymes et des paronymes, voir Flores et Calle Isla de Flores.
L'île de Flores (Isla de Flores en espagnol, c'est-à-dire « l'île aux fleurs » en français) est une île uruguayenne située dans l'estuaire du Río de la Plata, au sud-est de Montevideo.

## Description
Elle est située à mi-distance entre la Rambla de Montevideo et le banc anglais, à 21 kilomètres au sud-est de Punta Carretas et à 18 kilomètres au sud-est du port du Buceo. L'île, de forme allongée, s'étend selon un axe sud-ouest nord-est sur une longueur de 1.700 mètres et une largeur maximale de 370 mètres. Elle se compose en réalité de trois îlots, qui se séparent ou s'unissent en fonction des marées et des vents.
L'origine de son nom reste incertaine. Parmi les différentes hypothèses, on évoque fréquemment celle du navigateur et explorateur espagnol Juan Díaz de Solís qui découvrit l'île en 1516, au moment de la fête de la Pascua Florida (les « Pâques fleuries » en français, c'est-à-dire la fête de Rameaux). D'autres affirment que les premiers explorateurs furent les frères Froes, un nom qui en vieux portugais signifie « fleur » (flores en espagnol). 

## Histoire
L'île éveilla l'intérêt des autorités coloniales espagnoles et des navigateurs avec le développement des ports de Buenos Aires et Montevideo. La dangerosité des eaux du Rio de la Plata poussa l'administration locale à y installer, en 1792, un instrument d'aide à la navigation. Il s'agissait du fanal de proue d'une frégate de guerre espagnole, qui fut transféré en 1798 sur la colline du Cerrito à Montevideo. Le dernier vice-roi du Río de la Plata envisagea alors la construction d'un phare, mais la guerre d'indépendance empêcha le projet de voir le jour. Finalement, ce furent les Portugais qui l'édifièrent en vertu d'un traité signé en 1819 avec le Cabildo de Montevideo, et qui prévoyait la cession du territoire des Missions Orientales au Portugal en échange de la construction de l'édifice. Après une longue période d'arrêt, les travaux reprirent en 1826 et le phare fut allumé le 1er janvier 1828.
À partir de la seconde moitié du XIXe siècle, l'île servit de lieu de quarantaine pour les immigrants qui se dirigeaient vers Montevideo. Il s'agissait d'éviter les épidémies (notamment la variole, la fièvre jaune ou le choléra) qui frappaient la population, surtout à une époque où les vaccins et les antibiotiques n'existaient pas. On construisit alors à proximité du phare (sur la « Grande Île », la plus à l'ouest) un lazaret, un hôpital, un établissement de désinfection et un hôtel pour accueillir les voyageurs les plus illustres. L’îlot central hébergeait, quant à lui, un lazaret pour les malades et le cimetière alors que le dernier îlot - le plus à l'est - abritait une chapelle et un crématorium. 
L'île joua également le rôle de prison à partir de la fin du XIXe siècle. Y furent internés des blancos au moment des révolutions menées par Aparicio Saravia en 1897 et 1904, puis diverses personnalités politiques sous la dictature de Gabriel Terra (1933-1938). Sous la présidence de Jorge Pacheco Areco, l'île fut la destination de plusieurs dizaines de syndicalistes, détenus en vertu des « Mesures immédiates de Sécurité » (Medidas Prontas de Seguridad).

## Parc national
L'île, ainsi qu'une zone de deux milles marins autour de ses rivages, constituent de nos jours une aire protégée. Cette dernière, déclarée parc national, permet la protection d'une riche flore et faune (en particulier de nombreuses espèces d'oiseaux dont certaines nidifient sur place).
Quant au phare (classé Monument historique national depuis 1975), il est toujours en activité. Il a été électrifié en 1984 et dépend de l'Armée. Tous les autres bâtiments sont aujourd'hui en ruines. À noter qu'il est possible de visiter l'île, lorsque le temps le permet.

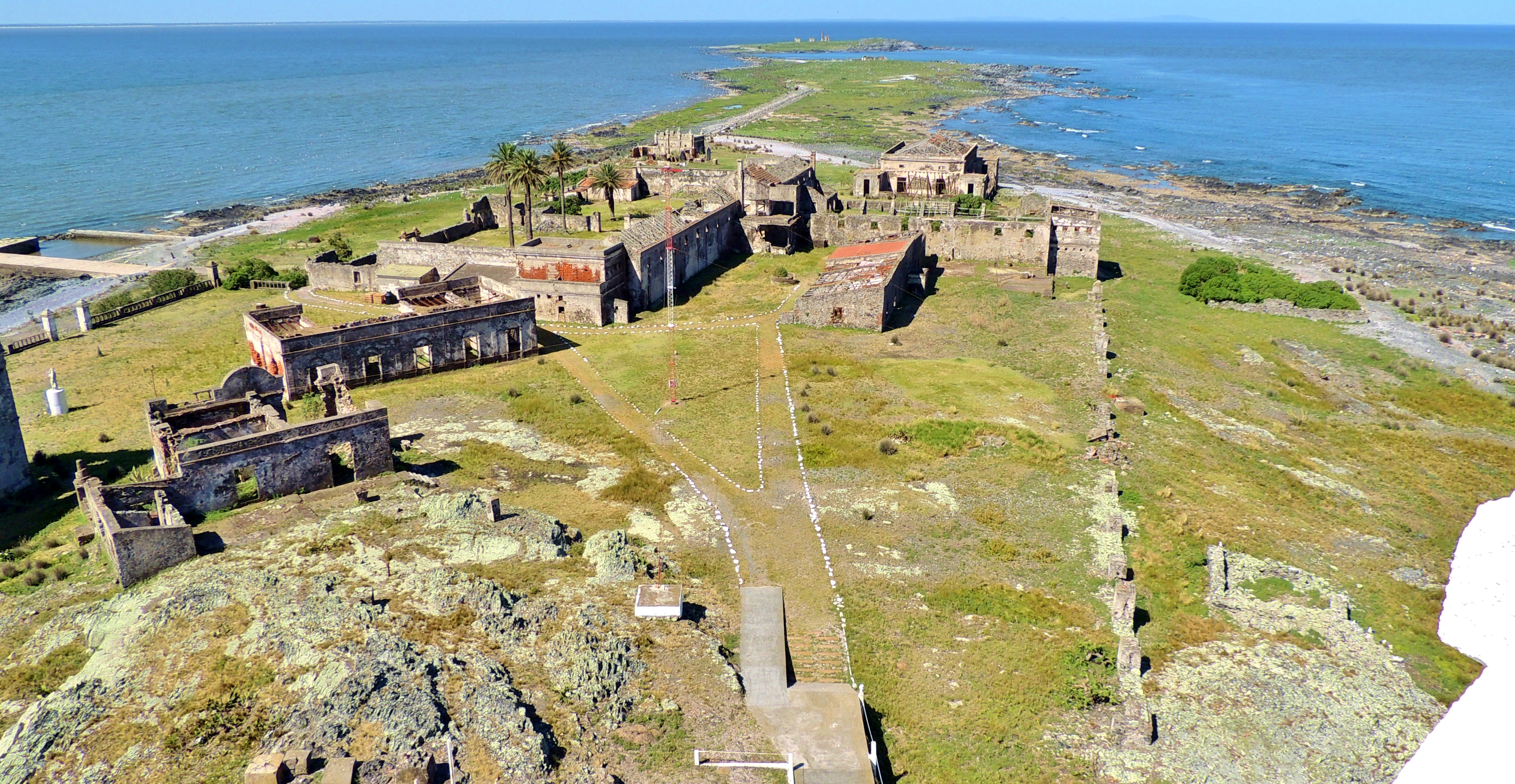
L'île de Flores vue depuis le phare, en direction du nord-est.